# Ruhrtal-Bahn (Hengsen)
Die Ruhrtal-Bahn war ein Stadion für Grasbahnrennen in Hengsen, Holzwickede. Es wurde vom MSC Holzwickede, gegründet am 4. Mai 1952, betrieben.

## Lage
Das Stadiongelände lag etwa 600 Meter südlich des Ortskerns des Holzwickeder Stadtteils Hengsen, links der Schwerter Straße.  

## Geschichte
Von 1961 bis 1992 fanden hier 32 nationale und internationale Rennen für Motorräder mit und ohne Seitenwagen mit bis zu 15.000 Zuschauern statt. Ab 1967 wurden die Rennen mit breiter internationaler Ausrichtung veranstaltet. Das Gelände war Teil des Standortübungsplatzes Holzwickede-Hengsen der Bundeswehr. 1992 verweigerte der Bundesverteidigungsminister eine Verlängerung des Pachtvertrages. Das letzte Rennen fand am 3. Mai 1992 statt. Von den Zuschauertribünen sind noch die Erdwälle im Oval um die ehemalige Rennbahn zu erkennen.